# Eublemma thermochroa
Eublemma thermochroa là một loài bướm đêm trong họ Erebidae.